# 哥打巴鲁
哥打巴鲁（也称「哥打峇鲁」或「Kota Baharu」，旧译「哥打巴汝」，简称「哥市」或「KB」，意为“新城市”），是马来西亚吉兰丹州的首府，隶属于哥打峇鲁市议会。其县面积为115.64平方公里，县内人口于2010年为491,237。该市北临南中國海，东临万捷（Bachok），南临格底里，西临巴西马县，西北临道北。其位于吉兰丹河的河口，距离泰国边境20公里。市内有许多博物馆和历史悠久的州皇宫。

## 历史
中國古人稱爲吉蘭丹港、咭囒丹港、急闌亦帶、急蘭亦角淂、古闌丹、急蘭丹、吉連單、吉連丹、單呾、咭囒丹，或誤為忽蘭丹等。《諸蕃志》卷上佛囉安，「歲貢三佛齊，其鄰蓬豐、登牙儂、（凌牙斯）加、吉蘭丹類此。」即今馬來西亞的吉蘭丹（Kelantan）州一帶，其港口爲吉蘭丹河下游的哥打巴魯（Kota Bahru）。另見《南海志》卷七﹔ 《島夷志》吉蘭丹；《順風》浯嶼往大泥吉蘭丹條；《四夷廣記》；《東西洋考》卷三、九；《閩書》卷三九、一四六；《指南》咬口留吧往暹羅針條；《西南洋圖》；《東南洋圖》。
哥打巴鲁开埠于19世纪末。在开埠之前，哥打峇鲁是吉兰丹皇宫的所在地。后来，吉兰丹苏丹穆罕默德二世便在其皇宫周围建立吉兰丹苏丹国的首都，即为「新都」（Kota Bharu）。在此之前，哥打峇鲁被称为瓜拉吉兰丹 而在哥打巴鲁建都之前，吉兰丹共有两个首都，分别是哥打古邦拉务（Kota Kubang Labu）和哥打彭加兰拿笃（Kota Pengkalan Datu）。 十九世纪的吉兰丹是一个繁荣和人口众多的国家，当时总人口约为3万至5万人，其中包括数以千计南下的华人。国家生产的产品有金、锡矿、黑胡椒、槟榔、大米、藤、竹、沉香木和金錦緞。哥打峇鲁因其位于吉兰丹河岸要地而成為貨物集散地。
距离哥市约10公里的班台沙白（Pantai Sabak）是1941年12月8日日本军队在日据时期的第一个着陆点，当时他们成功地在丛林中击败英国人，随后掌控整个马来亚和新加坡。
在马来亚独立之后，哥打峇鲁经历了急剧的城市化。截止2010年，该市人口共有491,237人，也是马来西亚半岛东海岸最大的城市。哥打峇鲁因其位于泰国边境而受到泰国文化影响，加上中华、印度、英国等文化影响，使该州苏丹在1991年7月25日颁布哥市为「文化之都」。而市内多数居民信仰伊斯兰，加上市内建筑风格独具一格，使哥市于2005年10月1日由吉兰丹苏丹颁布为「伊斯兰城」。

## 人口
吉兰丹人口几乎都是吉兰丹马来人，其语言和文化皆受到泰国影响。当地也有约十分之一的华人人口，是州内的华人聚集地。当地也有少许淡米尔印族、暹族和马来西亚原住民。截止2010年，该市人口共有314,964人。

### 宗教信仰
哥市有九成的市民为穆斯林，其余三成为佛教、兴都教和基督教。居住在市郊的非马来土着通常都是基督教徒。而市内主要华人社区的华人都信仰佛教。吉兰丹州由伊斯兰党掌控逾20年，所以该州的风俗较保守及伊斯兰化，有时非穆斯林也会受到影响；市民几乎都是穆斯林，也因此当地的文化风俗较其他马来西亚城市保守。当地也有道德警察，专门逮捕他们认为是不道德的行为，尤其是衣饰服装方面非常严格。当地政府规定路牌和餐馆都必须有爪夷文脚本用于街头名称和餐馆。
违反伊斯兰教义的社会活动在当地是被禁止的。政府办公室和许多商店在周五和周六都必须关闭，但市场除伊斯兰祷告时间外仍然开放。吉兰丹的休假日为周五和周六，而柔佛、吉打和登嘉楼也是周五休假。伊党下的保守吉兰丹州政府还执行了一些伊斯兰法律。这些措施包括：电影院必须开灯播放电影，而男性和女性在公众场合如排队或座位都必须隔开。这使哥市内没有电影院。但是，政府宣称这些规定只适用于穆斯林，但当地非穆斯林有时也会受到影响。
当地政府不鼓励女性员工在零售店和餐馆穿着“不雅”。那些穿着“不雅”的人可能会被罚款五百马币。“不雅”的定义包括“凸显身材如紧身衣、露脐的衬衫、透视装、迷你裙和紧身裤。"此外，当地的广告女模几乎都是有穿戴穆斯林头巾的，不遵守的商家将会被罚款。

## 文化

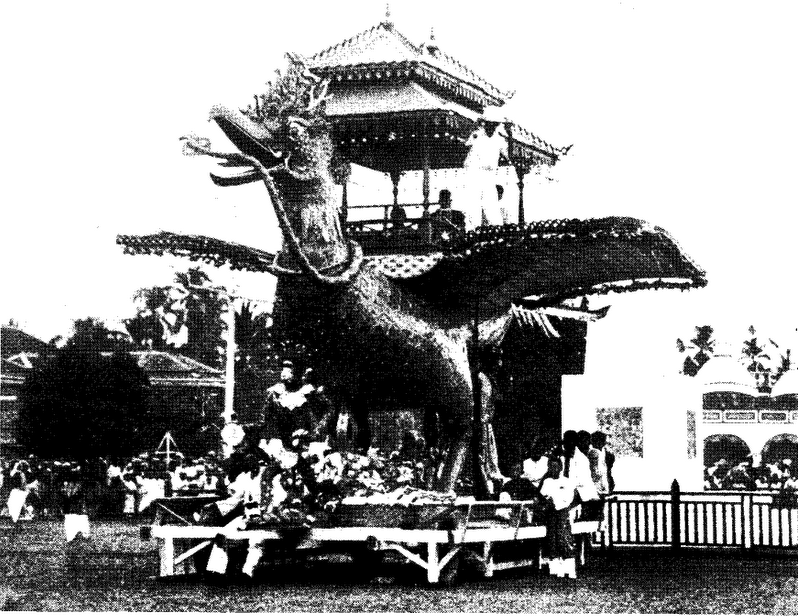
从哥打峇鲁巴东银行看向Burung Petala Indra

吉兰丹文化高度受到泰国文化的影响，因为它与泰国的地理位置接近。吉兰丹华人比马来西亚其他地区的华人文化更加融入当地文化。当地以米为主食，且食物口味偏甜。原本当地像玛蓉剧和皮影戏这样的传统舞蹈曾经时常可见，但由于伊斯兰党政府认为这些舞蹈源自于兴都教，并與伊斯兰教对立而受到压制。

### 食物
达岗饭、椰浆饭和蓝花饭是当地主要的美食。粿（Kuih）也是州内的主要美食。其他受欢迎的美食包括Nasi Tumpang、Etok、Apom、Akok、Lompat tikam、Netbak、炸香蕉和咖喱角。

## 气候
哥打峇鲁气候的特点是热带季风气候与热带雨林气候接壤。哥打峇鲁没有旱季，但从八月到一月期间雨量较其他月份来的多。同时，哥打峇鲁在十二月到二月之间的气温比其他月份稍低一些，因此成为马来西亚最“季节性”城市之一。哥市每年的平均降水量为2,600（100英寸）。
| 哥打峇鲁（1961至1990数据） | 哥打峇鲁（1961至1990数据） | 哥打峇鲁（1961至1990数据） | 哥打峇鲁（1961至1990数据） | 哥打峇鲁（1961至1990数据） | 哥打峇鲁（1961至1990数据） | 哥打峇鲁（1961至1990数据） | 哥打峇鲁（1961至1990数据） | 哥打峇鲁（1961至1990数据） | 哥打峇鲁（1961至1990数据） | 哥打峇鲁（1961至1990数据） | 哥打峇鲁（1961至1990数据） | 哥打峇鲁（1961至1990数据） | 哥打峇鲁（1961至1990数据） |
| 月份                       | 1月                        | 2月                        | 3月                        | 4月                        | 5月                        | 6月                        | 7月                        | 8月                        | 9月                        | 10月                       | 11月                       | 12月                       | 全年                       |
| -------------------------- | -------------------------- | -------------------------- | -------------------------- | -------------------------- | -------------------------- | -------------------------- | -------------------------- | -------------------------- | -------------------------- | -------------------------- | -------------------------- | -------------------------- | -------------------------- |
| 平均高温 °C（°F）          | 29.0 (84.2)                | 29.9 (85.8)                | 31.1 (88.0)                | 32.4 (90.3)                | 32.7 (90.9)                | 32.3 (90.1)                | 31.9 (89.4)                | 31.8 (89.2)                | 31.5 (88.7)                | 30.8 (87.4)                | 29.4 (84.9)                | 28.6 (83.5)                | 30.9 (87.6)                |
| 日均气温 °C（°F）          | 25.6 (78.1)                | 26.1 (79.0)                | 26.9 (80.4)                | 27.8 (82.0)                | 28.0 (82.4)                | 27.5 (81.5)                | 27.1 (80.8)                | 26.9 (80.4)                | 26.7 (80.1)                | 26.6 (79.9)                | 25.9 (78.6)                | 25.6 (78.1)                | 26.7 (80.1)                |
| 平均低温 °C（°F）          | 22.5 (72.5)                | 22.7 (72.9)                | 23.1 (73.6)                | 23.8 (74.8)                | 24.2 (75.6)                | 23.8 (74.8)                | 23.4 (74.1)                | 23.4 (74.1)                | 23.3 (73.9)                | 23.4 (74.1)                | 22.9 (73.2)                | 22.7 (72.9)                | 23.3 (73.9)                |
| 平均降雨量 mm（）          | 126.6 (4.98)               | 50.1 (1.97)                | 90.0 (3.54)                | 85.6 (3.37)                | 99.1 (3.90)                | 122.8 (4.83)               | 154.8 (6.09)               | 172.3 (6.78)               | 202.1 (7.96)               | 268.7 (10.58)              | 656.1 (25.83)              | 571.0 (22.48)              | 2,599.2 (102.33)           |
| 平均降雨天数（≥ 1.0 mm）   | 8                          | 5                          | 6                          | 5                          | 9                          | 9                          | 11                         | 12                         | 14                         | 14.6                       | 20                         | 17                         | 130.6                      |
| 月均日照時數               | 212.4                      | 227.4                      | 259.2                      | 266.2                      | 240.8                      | 210.5                      | 223.1                      | 214.1                      | 201.4                      | 184.9                      | 141.9                      | 148.3                      | 2,530.2                    |
| 来源：NOAA                 |                            |                            |                            |                            |                            |                            |                            |                            |                            |                            |                            |                            |                            |

## 交通
在哥打峇鲁的旅游主要交通乘坐巴士。属于州政府的SKMK巴士公司经营市内和区域的巴士服务（和一些长途巴士），并以靠近巴东加弄路（Jln Padang Garong）的巴士总站，和位于市中心南部的弄加长途巴士总站（巴西富地路）作为其站点。所有其他的长途巴士公司从汉沙路外巴士站。其他长途巴士公司则在汉沙路（Jln Hamzah）外部的巴士站运营。
自2017年4月12日以来，哥市正式提供24小时的Grab召车服务。
距离哥打峇鲁市区不远处的苏丹依斯迈布特拉机场（IATA：KBR）为吉兰丹唯一的民用机场，主要运营国内航线。
最靠近哥打峇鲁市区的铁路车站是位于吉兰丹河对面的华卡峇鲁站，是马来亚铁道（KTM）东海岸线的站点之一。
联邦公路8号是哥市前往首都吉隆坡的主要公路。联邦公路3号是哥市通往巴西马、泰国边境，到登嘉楼、关丹甚至是新山市的道路。联邦公路4号可前往槟城。预计在2020年完工的中枢大道（Central Spine Road）也将把哥打峇鲁和瓜拉吉赖连接起来，而原本这项工程称为人民大道（Lebuhraya Rakyat），并将设立收费站，后来被并入现有的中枢大道计划里。

## 购物
茜蒂卡迪查大巴刹（Siti Khadijah Market）是当地著名的购物区，而小贩主要为女性。巴刹对面是哥打巴鲁贸易中心，商场的主要租户为百盛和巨人霸市（Giant）。
哥市其他商场有哥打峇鲁商场（KB Mall）、斯里珍珠城商场（Kota Seri Mutiara）、东海岸购物中心（Pantai Timur）、The Store等。莲花超市、迈汀、永旺、巨人霸市也分别在2008年、2010年及2016年在市中心附近开设分行。

### 旅游

#### 海滩
哥市附近的海滩长期受到海蚀影响。也因如此，海滩周围都堆上了大量的的巨石以八避免土地流失。然而，哥打峇鲁最著名的月光海滩（Pantai Cahaya Bulan）仍是当地主要旅游景点。

#### 潜水
在哥打峇鲁潜水是一项新兴的活动。目前，该地区只有一家潜水店。该店提供潜水观看日本入侵时留下的运输“淡路山丸号”的残骸。这艘船是太平洋战争下沉的第一艘船。这艘残骸的码头距离哥打峇鲁市中心10分钟，搭乘船过去那片海域需要约30分钟。

## 名人
- 倪可敏
- 黄燕燕
- 聂阿兹
- 陈胜尧
- 东姑拉沙里
- 再益依布拉欣
- 哈菲兹哈欣
- 罗斯林·哈欣
- 已故 拿督刘山林 (华社商贾)

## 图片集

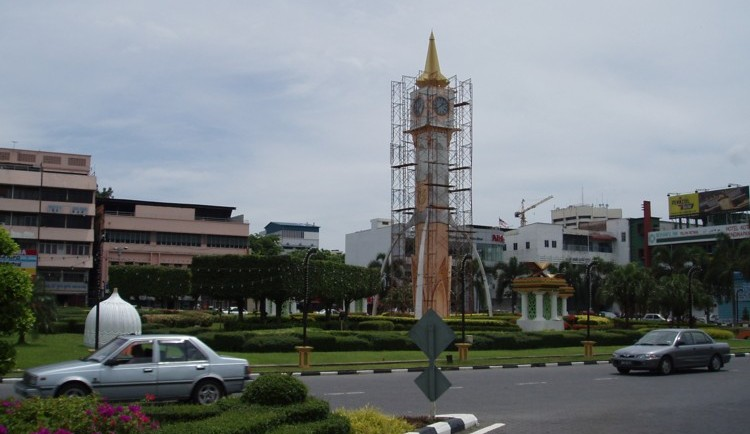
哥打峇鲁大钟楼
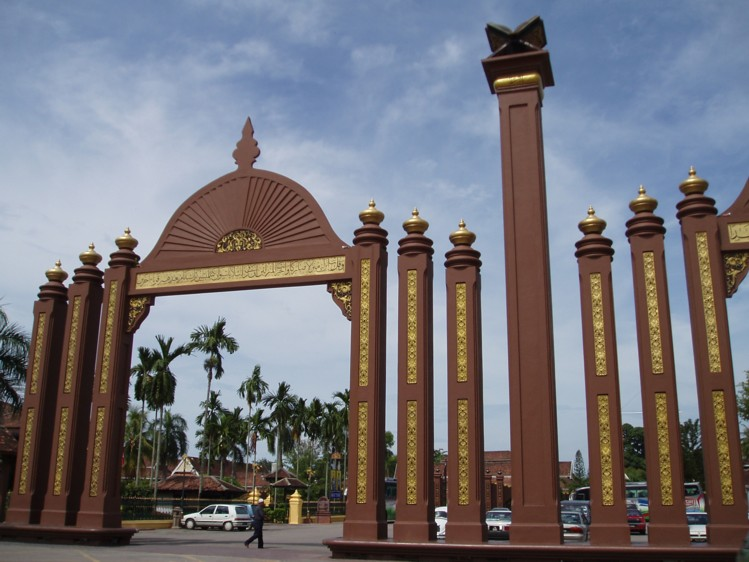
哥打峇鲁的苏丹依斯迈柏特拉拱门
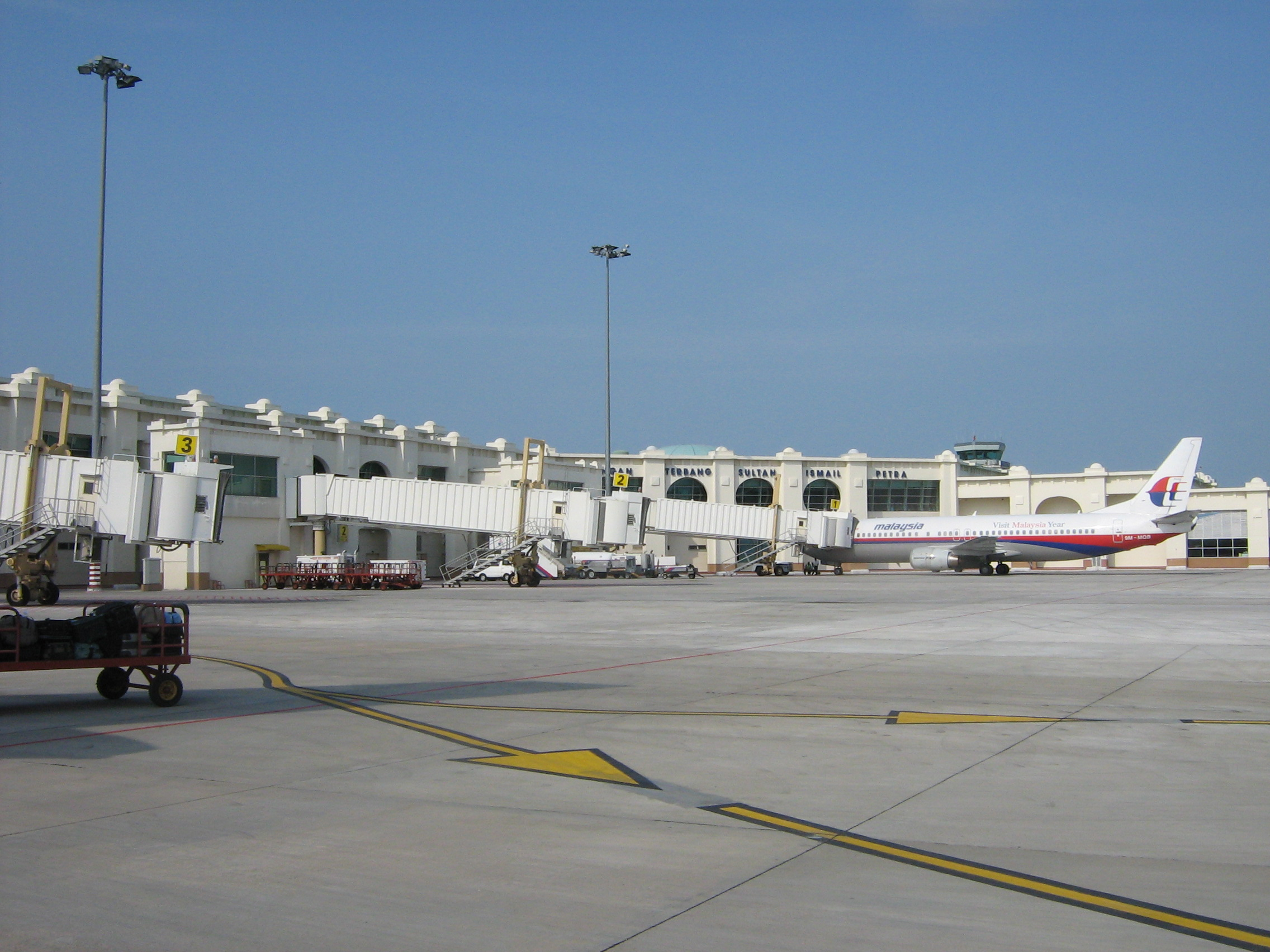
苏丹依斯迈柏特拉机场
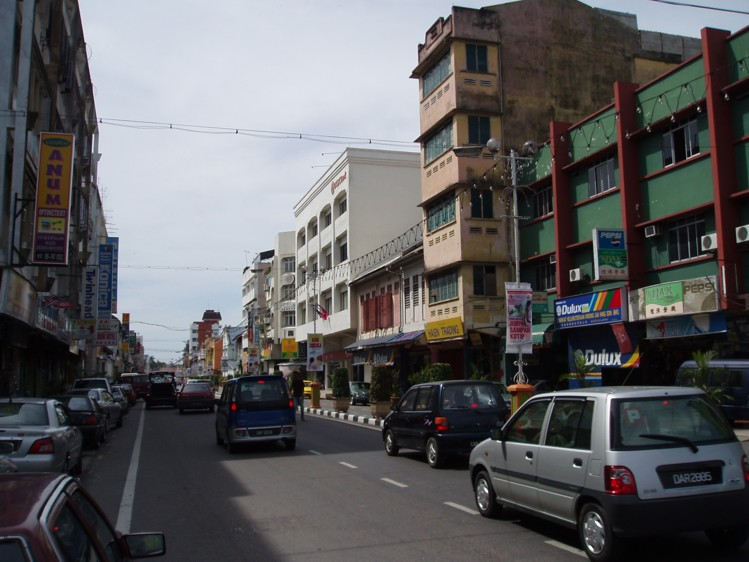
从哥打峇鲁天猛公路的钟楼附近向北望
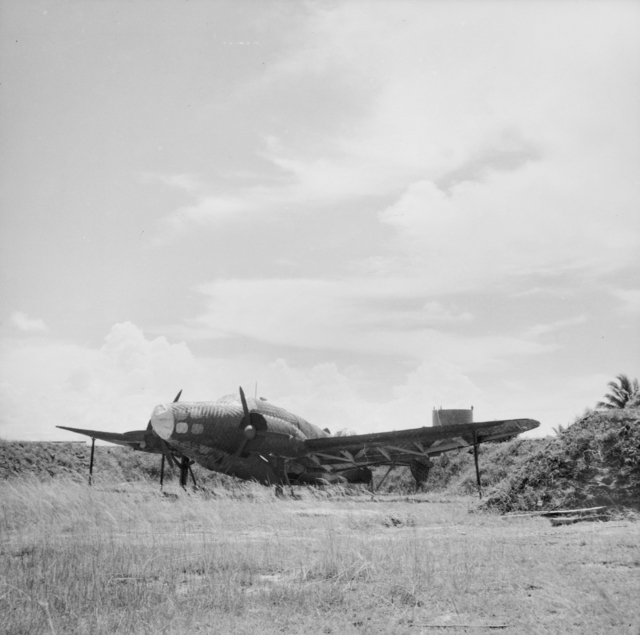
1941年的一张洛克希德·哈德逊飞机的照片，位于哥打峇鲁前皇家空军基地
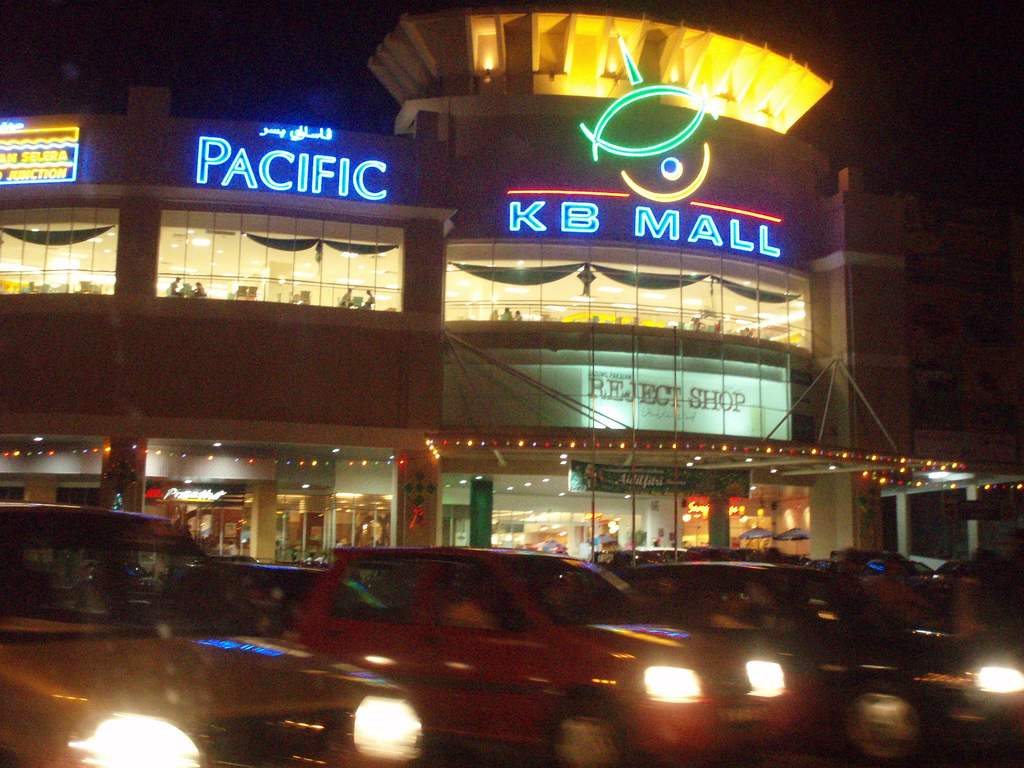
KB Mall
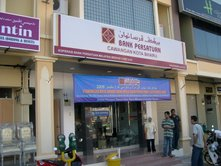
哥市的一家马来西亚社团银行（Bank Persatuan）分行
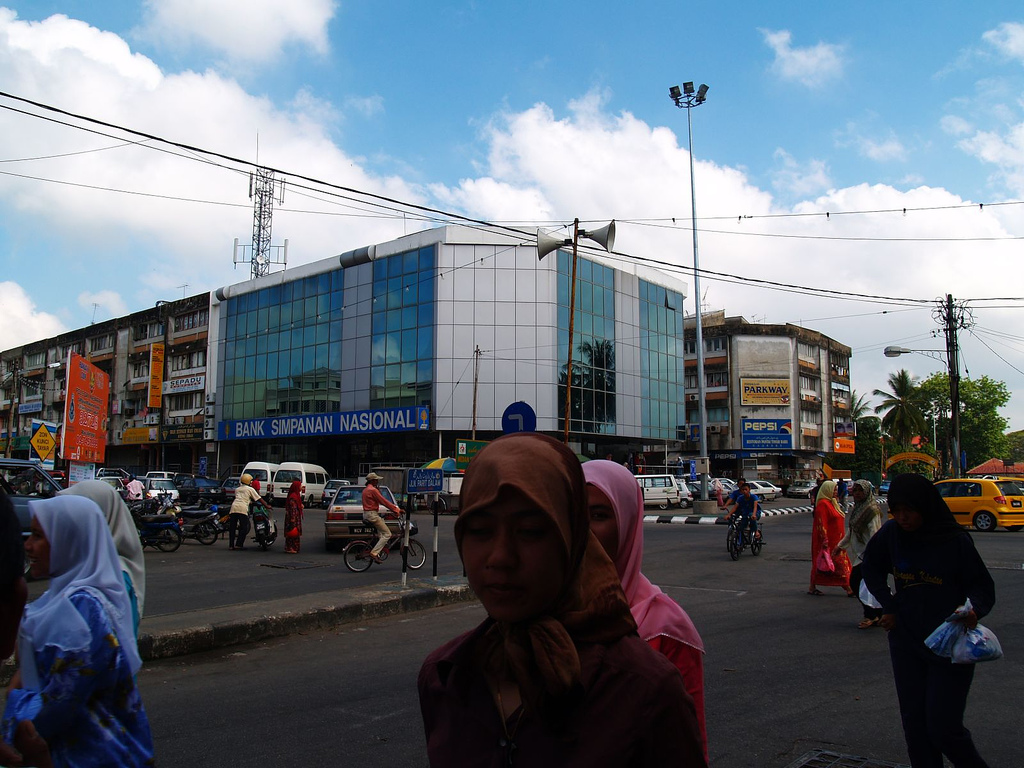
巴力达南路（Jalan Parit Dalam）

## 国际关系

### 姐妹城市
哥打峇鲁目前有四个姐妹城市：
- 日本 笠岡市[13]

- 古巴 圣地亚哥-德古巴
- 开城市
- 印度尼西亞 北干巴魯